# Liège-Bastogne-Liège 1947
La 33e édition de Liège-Bastogne-Liège a eu lieu le 20 avril 1947 et a été remportée par le Belge Richard Depoorter. C'est la seconde victoire de Richard Depoorter à la Doyenne après celle de 1943.
168 coureurs étaient au départ. 50 rejoignent l'arrivée.

## Classement
| n° | Coureur                | Équipe             | Temps           |
| -- | ---------------------- | ------------------ | --------------- |
| 1  | Richard Depoorter      | Garin-Wolber       | 6 h 28 min 00 s |
| 2  | Raymond Impanis        | Alcyon-Dunlop      | à 4 s           |
| 3  | Florent Mathieu        | -                  | m.t.            |
| 4  | Louis Thiétard         | Métropole          | m.t.            |
| 5  | Stan Ockers            | Groene Leeuw       | m.t.            |
| 6  | Pierre Tacca           | Mercier-Hutchinson | m.t.            |
| 7  | Marcel Ryckaert        | Mercier-Hutchinson | à 1 min 14 s    |
| 8  | René Oreel             | -                  | m.t.            |
| 9  | Maurice De Wannemaeker | -                  | m.t.            |
| 10 | Désiré Stadsbader      | -                  | m.t.            |